# ماثيو كينيدي (لاعب كرة سلة)
ماثيو كينيدي (بالإنجليزية: Matthew P. Kennedy) (و. 1908 – 1957 م) هو لاعب كرة سلة أمريكي، ولد في هوبوكين (نيوجيرسي)، توفي في مينيولا، عن عمر يناهز 49 عاماً.